# Mercedes-Benz W463
Mercedes-Benz W463 — второе поколение внедорожников G-класса немецкой торговой марки Mercedes-Benz. Представлено в 1990 году для замены модели Mercedes-Benz W460. По сравнению с предшественником новое поколение получило достаточно много обновлений: полный пересмотр ходовой части, оснащение постоянным полным приводом, внедрение антиблокировочной системы и трёх электрически блокируемых дифференциалов, установка абсолютно нового интерьера с деревянными вставками и возможностью применения кожаной отделки в салоне. Модельный ряд двигателей также значительно расширился и к 1993 году пополнился топовой модификацией G 500 с двигателем V8.
Первое, хоть и незначительное, обновление после старта производства автомобиль пережил в 1993 году. тогда было обновлено рулевое колесо и представлена модель 500 GE. Через год произошла модернизация посерьёзнее: на передние колёса установили дисковые вентилируемые тормоза, в двери интегрировали центральную блокировку замков, автомобиль оснастили иммобилайзером. Стартовал выпуск модификации G320. Следующее обновление произошло в 1997 году. Тогда модернизации подверглась только гамма двигателей внедорожника. Весной 1999 года топовая модификация G 500 получила обновление, в которое вошли такие элементы, как руль с кнопками и прямоугольный, более информативный дисплей на приборной панели. Поменялось расположение клавиш на панели приборов. Через два года автомобиль снова обновили. Изменения коснулись приборной панели и коробки передач. На автомобиль установили климат-контроль и датчик дождя. Внешние изменения коснулись белых рассеивателей указателей поворотов и задних фонарей. В конце 2006 года был проведён рестайлинг передней оптики внедорожника, противотуманных фар и задних фонарей, приборной панели и системы мультимедиа. На протяжении нескольких следующих лет компания постоянно дорабатывала модель новыми решениями. Последнее серьёзное обновление произошло в 2012 году и затронуло переднюю оптику, бамперы, решётку радиатора, а также модельный ряд двигателей.
Внедорожник выпускается в нескольких модификациях кузова (классический пятидверный, трёхдверный и кабриолет), а также имеет высокопроизводительные модификации от подразделения Mercedes-AMG в лице моделей G63 AMG и G65 AMG, ранее — G55 AMG. Кроме того, автомобиль пользуется популярностью у таких тюнинг-ателье, как Brabus, Mansory, Hamann и других. В основном внедорожник эксплуатируется различными государственными структурами, такими как военные организации, силовые структуры, полиция, охрана президента и тому подобное, однако существуют и гражданские версии.

## История
В 1990 году на автосалоне во Франкфурте было представлено новое поколение G-класса — автомобиль Mercedes-Benz W463. В этом же году было налажено и производство новой модели. Начальный модельный ряд состоял из модификаций 230 GE, 300 GE, 250 GD и 300 GD. Интерьер нового G-класса был полностью обновлён и получил деревянные вставки и кожаную обивку. Всего в 1990 году было произведено 12 103 автомобиля 463 серии.
В 1992 году дебютировал новый 2,9-литровый турбодизельный двигатель. На автомобили 463 серии начали устанавливать круиз-контроль, чехол запасного колеса из нержавеющей стали, в отделке салона появилось дерево. В этом же году был выпущен 100-тысячный автомобиль.
В 1993 году была выпущена модификация 500GE с двигателем V8 мощностью 241 л. с., который уже устанавливали ранее на легковые модели 500 SE/SEL/SEC. Автомобиль оснащался АКПП и катализатором, в оформлении интерьера присутствовали кожаные сиденья с подогревом, отделка «под дерево» центральной консоли, электрическая крыша. Экстерьер отличался специальной окраской кузова Amethyst blue, а также порогами из нержавеющей стали. Модель 500 GE оснащалась только двумя блокировками дифференциалов (межосевого и заднего). Всего было выпущено 500 экземпляров. В этом же году компания изменила корпоративную индексацию торговой марки Mercedes-Benz. В серии W463 буква «G», указывающая на тип автомобиля, была переставлена перед цифровым обозначением. Соответственно модель 300 GE стала именовать G 300, а модификация 350 GD получила обозначение G 350 TD.

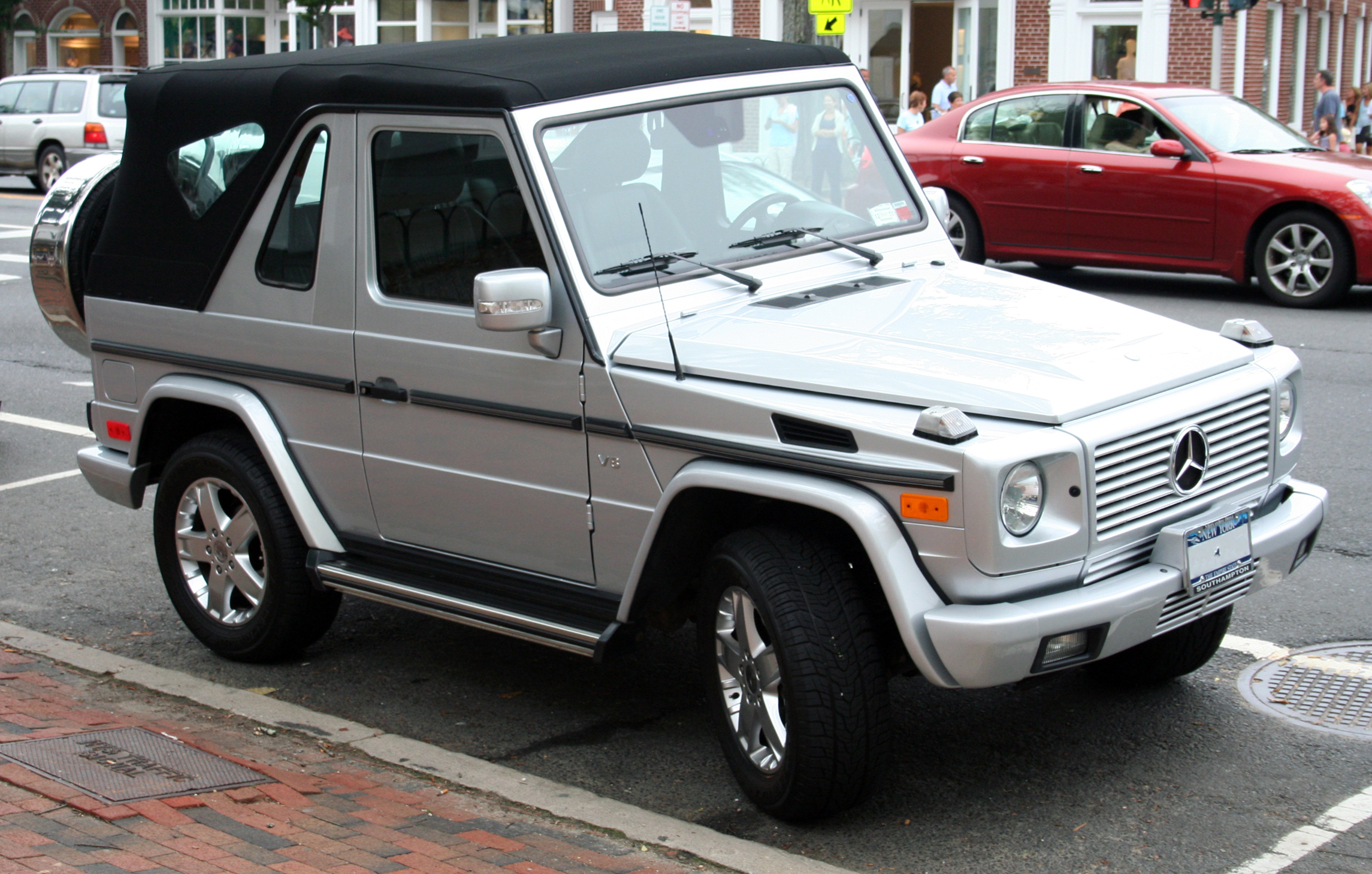
Mercedes-Benz G500 Cabrio

В 1994 году произошла модернизация 463-й серии: на передние колёса установили дисковые вентилируемые тормоза, в двери интегировали центральную блокировку замков, автомобиль оснастили иммобилайзером. Стартовал выпуск модификации G320. В 1996 году был представлен кабриолет с электрогидравлическим приводом мягкого верха и турбодизельная модификация G 300 Turbodiesel с двигателем OM606. Надувные подушки безопасности вошли в стандартное оснащение внедорожника.
В 1997 году на модель G 320 установили новый силовой агрегат V6 M112 вместо старого M104 в компоновке I6. В это же время была представлена новая модификация с 2,9-литровым турбодизельным двигателем — G 290 GD. В сентябре того же года вышла новая модификация G 500 (1998 модельный год).
Весной 1999 года топовая модификация G 500 получила обновление, в которое вошли такие элементы, как руль с кнопками и прямоугольный, более информативный дисплей на приборной панели. Поменялось расположение клавиш на панели приборов. Кроме того, была представлена модификация G 500 Classic со всеми отличительными особенностями стандартной модели, но окрашенная в тёмно-вишнёвый цвет.
В 2000 году компания обновила салон автомобиля. В результате внедорожник получил новую обшивку дверей, блок мультимедиа Command, а кнопки блокировок дифференциалов перенесли выше между передними воздуходувами. Стартовал выпуск модели G 400 CDI с турбированными двигателями OM628, оснащёнными системой Common Rail. После приобретения концерном DaimlerChrysler тюнингового ателье AMG была представлена высокопроизводительная версия внедорожника G55 AMG с двигателем V8 мощностью 354 л. с..

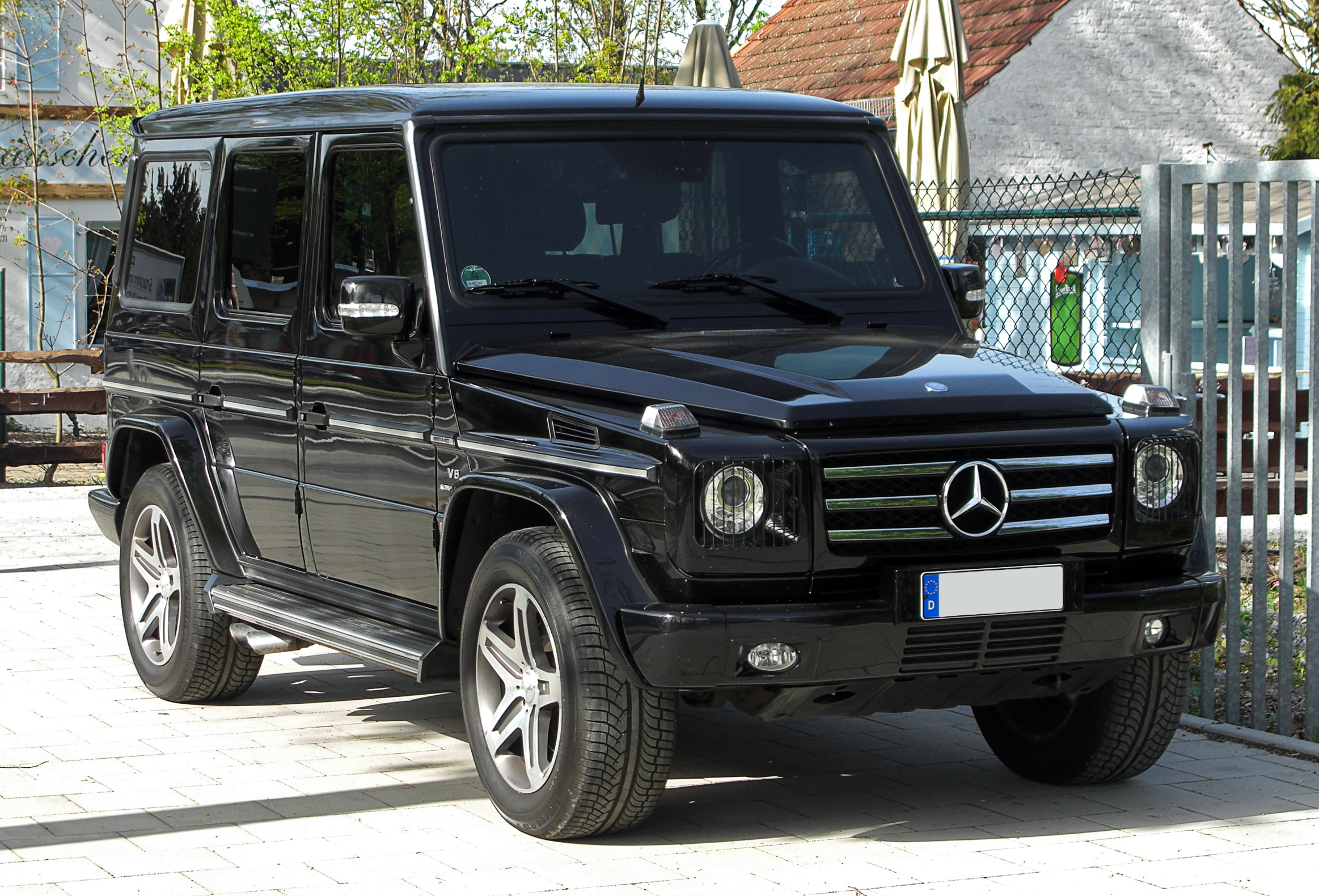
Mercedes-Benz G55 AMG

В 2001 году компания вновь провела рестайлинг модели. Изменения коснулись приборной панели (установлен многофункциональный руль и новая приборная доска) и коробки передач (автоматическая коробка передач с функцией Tiptronic). На автомобиль установили климат-контроль и датчик дождя. Внешние изменения коснулись белых рассеивателей указателей поворотов и задних фонарей. Появилась новая версия модельного ряда — G 270 CDI. Через год состоялась премьера новой версии G55 AMG с атмосферным двигателем, время разгона которого от 0 до 100 км/ч составляло 7,4 секунды. Изменения коснулись и управляющей электроники. С весны 2002 года в список стандартного оснащения вошли электронная система стабилизации ESP и система помощи при экстренном торможении Brake Assist. Также автомобиль оснастили противобуксовочной системой 4-ETS, имитирующей блокировку межосевого и двух межколёсных дифференциалов.
В 2004 году состоялась премьера G55 AMG, оснащённого двигателем с компрессором, мощность которого составляла 476 лошадиных сил. Время разгона автомобиля от 0 до 100 км/ч уменьшилось до 5,6 сек.
В конце 2006 года был проведён рестайлинг передней оптики внедорожника (впервые установлены би-ксеноновые фары), противотуманных фар и задних фонарей, приборной панели и системы мультимедиа COMAND. Компания представила модель 2007 года на моторшоу в Париже в сентябре 2006. В моторной гамме G-класса также произошли изменения: мощность G55 K AMG была увеличена с 476 до 500 л. с. (370 кВт).
В 2009 компания вновь обновила внешний вид радиаторной решётки и колёсных дисков.
В 2012 году концерн Daimler AG провёл очередной рестайлинг модельного ряда. В это же время состоялась премьера новой высокопроизводительной версии G63 AMG мощностью более 500 лошадиных сил. Время разгона от 0 до 100 км/ч составило 5,4 секунды. Кроме того, серия пополнилась топовой версией G65 AMG с битурбированным V12 двигателем рабочим объёмом 6 литров, мощность которого составляла более 600 л. с.. В 2013 году модельный ряд внедорожников G-класса пополнился автомобилем с колёсной формулой 6 × 6.
На 87-м Женевском автосалоне в марте 2017 года была представлена особая версия внедорожника G-класса — Mercedes-Maybach Landaulet G650 длиной в 5,35 метра. Автомобиль основан на платформе модели G500 4x42 с двигателем мощностью 463 кВт (630 л. с.) от G65 AMG. Благодаря этому внедорожник массой в 3,3 тонны способен ускоряться с 0 до 100 км/ч менее чем за шесть секунд, а максимальная скорость составляет 180 км/ч. Серия ограничена выпуском всего 99 единиц модели и будет доставлена клиентам осенью 2017 года.

## Двигатели

### Бензиновые
| Модель               | Код                     | Двигатель            | Рабочий объём см3 | Мощность л. с. / об/мин | Крутящий момент Н·м / об/мин | Масса (кг)     | Макс. скорость (км/ч) | Разгон 0-100 км/ч | Расход топлива (л/100 км) | Годы выпуска |
| 200GE (с 9/93, G200) | 463.200 463.220 463.221 | M102 E20 (617.931)   | 1997              | 118/5200                | 172/3500                     | 2005 2060 2195 | 140                   | -                 | 14.6 15.1 14.9            | 1990—1994    |
| 230GE (с 9/93, G230) | 463.204 463.224 463.225 | M102 E23 (102.979)   | 2299              | 126/5000                | 190/4000                     | 1955 2005 2060 | 149 147 145           | 17,7 18,1 18,7    | 16.4 15.4 16.9            | 1990—1995    |
| 300GE (с 9/93, G300) | 463.207 463.227 463.228 | M103 E30 (103.987)   | 2960              | 170/5500                | 235/4500                     | 2030 2085 2220 | 165                   | 13,5 13,9 14,2    | 18.7 18.2 19              | 1990—1994    |
| G320                 | 463.208 463.230 463.231 | M104E32 (104.996)    | 3199              | 210/5500                | 300/3750                     | 2175 2215 2320 | 178 175 170           | 12,5 12,6 12,8    | 16.6 16.1 16.9            | 1994—1997    |
| G320 V6              | 463.209 463.232 463.233 | M112 E32 (112.945)   | 3199              | 210/5500                | 300/ 2800-4800               | 2175 2215 2320 | 170                   | 10,9 10,8 11,2    | 16.1                      | 1997—2000    |
| G320 V6              | 463.250 463.244 463.245 | M112 E32 (112.945)   | 3199              | 215/5500                | 300/ 2800-4800               | 2200 2215 2350 | 175                   | -                 | 16.1                      | 2000—2005    |
| 500GE V8             | 463.228                 | M117 E50 (117.965)   | 4973              | 241/5000                | 375/3500                     | 2370           | 175                   | 10,5              | -                         | 1993—1994    |
| G500                 | 463.206 463.240 463.241 | M113 E50 (113.962)   | 4966              | 296/5500                | 456/ 2800-4000               | 2350 2365 2460 | 190                   | 9,7               | 16.7                      | 1999—2000    |
| G500                 | 463.254 463.247 463.248 | M113 E50 (113.962)   | 4966              | 296/5500                | 456/ 2800-4000               | 2350 2365 2460 | 190                   | 9,7               | 16.7                      | 2000—2007    |
| G500                 | 463.202 463.222 463.236 | M273 E55 (273.969)   | 5461              | 388/6000                | 530/2800                     | 2155 2170 2305 | 210                   | 5,9 6,1           | 17.6                      | 2007—2015    |
| G500                 | 463.234                 | M176 DE40AL          | 3982              | 422/6000                | 610/ 2250-4750               | 2520           | 210                   | 5,9               | 12.4                      | с 06/2015    |
| G500 4x42            | 463.234                 | M176 DE40AL          | 3982              | 422/6000                | 610/ 2250-4750               | 2945           | 210                   | 7,5               | 13.8                      | с 03/2015    |
| G55 AMG              | 463.246                 | M113 E55 (113.982)   | 5439              | 354/5500                | 525/3000                     | 2410           | 210                   | 7,4               | 16.1                      | 2002—2004    |
| G55 AMG Kompressor   | 463.270                 | M113 E55ML (113.993) | 5439              | 476/5500                | 700/2650                     | 2410           | 210                   | 5,6               | 16.4                      | 2004—2006    |
| G55 AMG Kompressor   | 463.271                 | M113 E55ML (113.993) | 5439              | 500/6100                | 700/2750                     | 2335           | 210                   | 5,5               | 16.4                      | 2006—2007    |
| G55 AMG Kompressor   | 463.271                 | M113 E55ML (113.993) | 5439              | 507/6100                | 700/2750                     | 2550           | 210                   | 5,5               | 14.7                      | 2007—2012    |
| G63 AMG              | 463.272                 | M157 DE55LA          | 5461              | 544/5500                | 760/ 2000-5000               | 2580           | 210                   | 5,4               | 13.8                      | 2012—2015    |
| G63 AMG              | 463.272                 | M157 DE55LA          | 5461              | 571/5500                | 760/ 2000-5000               | 2474           | 210                   | 5,4               | 13.9                      | с 06/2015    |
| G63 AMG 6x6          | 463.272                 | M157 DE55LA          | 5461              | 544/5500                | 760/ 2000-5000               | 3775           | 210                   | 7,9               | 19.6                      | с 2014       |
| G65 AMG              | 463.274                 | M279 KE60LA          | 5980              | 612/ 4300-5600          | 1000/ 2300-4300              | 2600           | 230                   | 5,3               | 17                        | 2012—2015    |
| G65 AMG              | 463.274                 | M279 KE60LA          | 5980              | 630/ 4300-5600          | 1000/ 2300-4300              | 2505           | 230                   | 5,3               | 17                        | с 2015       |

### Дизельные
| Модель                                 | Код                     | Двигатель              | Рабочий объём см3 | Мощность л. с. / об/мин | Крутящий момент Н·м / об/мин | Масса (кг)     | Макс. скорость (км/ч) | Разгон 0-100 км/ч | Расход топлива (л/100 км) | Годы выпуска |
| 250GD                                  | 463.304 463.324 463.325 | OM602 D25 (602.931)    | 2497              | 94/4600                 | 158/ 2600-3100               | 2015 2070 2205 | 130                   | 28,1              | 13.1                      | 1990—1992    |
| G270 CDI                               | 463.322 463.323         | OM612 DE27LA (612.965) | 2685              | 156/3800                | 400/ 1800-2400               | 2275 2410      | 160                   | 13,2 13,7         | 11.1                      | 2002—2006    |
| 300GD (с 9/93 G300 Diesel)             | 463.307 463.327 463.328 | 603.931                | 2996              | 113/4600                | 185/2800                     | 2035 2090 2225 | 141                   | 22,2              | 13,9 14                   | 1990—1994    |
| G300 Turbodiesel                       | 463.308 463.330 463.331 | OM606 DE30LA (606.964) | 2996              | 177/4600                | 330/ 1600-3600               | 2220 2245 2350 | 164 163               | 14,2 14,7         | 12.7 13.2                 | 1997—2001    |
| G320 CDI                               | 463.303 463.340 463.341 | OM642 DE30LA (642.970) | 2987              | 224/3800                | 540/ 1600-2600               | 2260 2275 2445 | 177                   | 8,8               | 11.1                      | 2006—2009    |
| 350GD Turbo (с 09/93 G350 Turbodiesel) | 463.300 463.320 463.321 | OM603 DE35LA 603.972   | 3449              | 136/4600                | 305/1800                     | 2115 2145 2240 | 145                   | 16                | 13.7                      | 1992—1996    |
| G350 BlueTEC                           | -                       | OM642DE30LA red.       | 2987              | 211/3400                | 540/ 1600-2400               | 2285 2225 2425 | 175                   | 8,8 9,1           | 8.8                       | 2010—2015    |
| G350 CDI                               | 463.303 463.340 463.341 | OM642 DE30LA (642.970) | 2987              | 224/3800                | 540/ 1600-2400               | 2185 2200 2370 | 177                   | 8,8               | 11                        | 2009—2010    |
| G350 d                                 | 463.348                 | OM642 DE30LA           | 2987              | 245/3600                | 600/ 1600-2400               | 2537           | 192                   | 8,9               | 9.9                       | с 06/2015    |
| G400 CDI                               | 463.309 463.332 463.333 | OM628 DE40LA (628.962) | 3996              | 250/4400                | 560/ 1700-2600               | 2370 2490 2585 | 182                   | 10,3 9,9          | 13.3 12.8 13.5            | 2001—2005    |

## Модификации

### G-Class Professional (2012-)
В 2012 году была представлена модификация модели G300 CDI (W461) с длинной колёсной базой и шасси с кабиной, получившая название G-Class Professional. Автомобиль является более практично-ориентированной версии G-класса, специально созданной для экстремальных операций в условиях пересеченной местности. Модель оснащается 3,0-литровым дизельным двигателем мощностью 183 л. с. (135 кВт) и 5-ступенчатой автоматической коробкой передач.
Позже в 2016 году специальная серия была подвергнута обновлению, в результате которого модель сменили на G350 d (W463), а автомобиль оснастили 7-ступенчатой автоматической трансмиссией 7G-Tronic Plus, внедорожными шинами размерностью 265/70 R 16, увеличенным на 10 мм клиренсом (245 мм в итоге) и блокировкой всех трёх дифференциалов. Глубина форсируемого брода составляет 600 мм. За дополнительную плату внедорожный пакет Off-road, включающий стальной бампер для установки лебёдки, защитные решётки для фар, подножки, выстланное деревом грузовое отделение и экспедиционный багажник на крыше.
Заказы на новую модель в Германии начали приниматься 1 июня, официальные продажи стартовали в сентябре. Минимальная цена на момент премьеры составляла 79 968 евро.

### Ener-G-Force

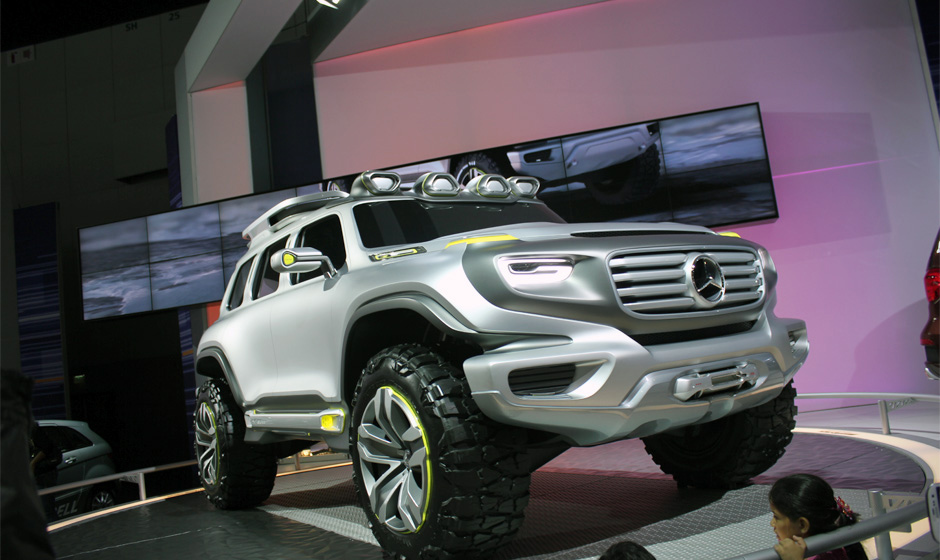
Mercedes-Benz Ener-G-Force

Концептуальный автомобиль Mercedes-Benz Ener-G-Force представляет собой видение будущего автомобиля полиции, разработанного специального для выставки в Лос-Анджелесе 2012 года. Он включает в себя 3-панельное остекление, 20-дюймовые колёсные диски, переработанную воду в цистернах на крыше с преобразователем водорода и водородного топлива, 4 двигателя в колёсных ступицах, технологию Terra-Scan с топографическим сканером на крыше (угол обзора 360 градусов), подсветку боковых юбок с индикацией о состоянии заряда, багажник на крыше и дополнительные прожекторы.

## Тюнинг

### Kreisel Electric
В январе 2017 года австрийская компания Kreisel Electric оснастила внедорожник серии W463 электродвигателем. Автомобиль привлёк внимание СМИ благодаря бывшему губернатору Калифорнии Арнольду Шварценеггеру, который и приобрёл экологичную модель. Мощность силового агрегата Geländewagen составляет 360 кВт (483 лошадиные силы). На автомобиль устанавливаются аккумуляторные батареи общей ёмкостью 80 кВт⋅ч. В результате время разгона от 0 до 100 километров в час занимает 5,6 секунд. Максимальная скорость электрической модели G-класса составляет 183 километра в час. При весе в 510 килограмм аккумуляторная батарея позволяет на полном заряде проехать более чем 300 километров.